# Werner Franz
Werner Franz (ur. 8 marca 1972 w Weißbriach) – austriacki narciarz alpejski. Nigdy nie startował na igrzyskach olimpijskich. Na mistrzostwach świata najlepszym jego wynikiem było 6. miejsce w zjeździe na mistrzostwach świata w Vail oraz 6. miejsce w supergigancie na mistrzostwach świata w St. Anton. Najlepsze wyniki w Pucharze Świata osiągnął w sezonie 1998/1999 kiedy to zajął 9. miejsce w klasyfikacji generalnej, a w klasyfikacjach kombinacji i zjazdu był trzeci. W sezonie 1997/1998 zdobył małą kryształową kulę w kombinacji.

## Sukcesy

### Puchar Świata

#### Miejsca w klasyfikacji generalnej
- 1992/1993 – 124.
- 1993/1994 – 64.
- 1994/1995 – 42.
- 1995/1996 – 46.
- 1996/1997 – 10.
- 1997/1998 – 15.
- 1998/1999 – 9.
- 1999/2000 – 10.
- 2000/2001 – 16.
- 2002/2003 – 33.
- 2003/2004 – 111.
- 2004/2005 – 33.

#### Zwycięstwa w zawodach
1. St. Antonn am Arlberg – 13 lutego 2000 (supergigant)
2. Val d’Isère – 11 grudnia 2004 (zjazd)